# Tauber Izrael (vágújhelyi rabbi)
Tauber Izrael (Galánta, 1822. január 11. – Vágújhely, 1904. október) 1853-tól vágújhelyi rabbi, Weisse József halála (1897) után főrabbi, egyházi író.

## Élete
Fischer Juda galántai rabbinál nevelkedett. Tizenhárom, éves korában Szófer Mózes jesivájába került. Innen Benet Jechezkel nyitrai, később Ullmann Salamon makói rabbihoz ment. 1845-ben megnősült. 1853-ban vágújhelyi dajan lett. 
Itt írta két homiletikus művét: 
- Esrah Raanon. Beiträge zu einer Biographie des Rabenu Moses ben Maimon. Pressburg, 1865.
- Mékór Jiszróél

Korábban megjelent írása:
- A Jeles Ilaschacher. Erster Theil... Herausgegeben in drei Sprachen. Pesth, 1845. (Schiff Móriccal).

1904-ben hunyt el 81 éves korában. Október 11-én temették Vágújhelyen. Az Egyenlőség hetilap a következőt írta halálakor:
„A halottat lakásáról a család és a község tagjai a templom udvarába vitték, hol őt Stricker S. H. rabbitársa és Braun D. L. rabbi, veje, megható beszédekben búcsúztatták. Ezután a hivek nagy sokasága kisérte elhunyt rabbiját utolsó útjára. Tauber Izrael rabbival a zsidóságnak egy szerényen működő, kiváló tudású, nemes érzelmű lelkipásztora szállt sírba.”

## Egyéb irodalom
- Lippe, Ch. D., Bibliographisches Lexikon. Wien, 1881. 494. 1.
- Petrik Géza, Bibliográfia